# Chew Choon Eng
Chew Choon Eng (* 28. Mai 1976 in Penang) ist ein malaysischer Badmintonspieler.

## Karriere
Chew Choon Eng 2004 an Olympia teil. Dabei wurde er im Doppel gemeinsam mit Chan Chong Ming Neunter. 1999 gewann er Gold bei den Südostasienspielen im Mixed mit Chor Hooi Yee. Bei der Weltmeisterschaft 2001 gewann er Bronze im Doppel mit Chan Chong Ming. Bei Asienspielen und Asienmeisterschaften erkämpfte er sich Bronze.

## Erfolge
| Saison | Veranstaltung       | Disziplin    | Platz | Name                             |
| ------ | ------------------- | ------------ | ----- | -------------------------------- |
| 1997   | Chinese Taipei Open | Herrendoppel | 5     | Rosman Razak / Chew Choon Eng    |
| 1997   | Südostasienspiele   | Mixed        | 3     | Chew Choon Eng / Ang Li Peng     |
| 1998   | Indonesia Open      | Herrendoppel | 5     | Lee Wan Wah / Chew Choon Eng     |
| 1999   | Thailand Open       | Herrendoppel | 5     | Rosman Razak / Chew Choon Eng    |
| 1999   | Südostasienspiele   | Mixed        | 1     | Chew Choon Eng / Chor Hooi Yee   |
| 2000   | Japan Open          | Herrendoppel | 5     | Rosmas Razak / Chew Choon Eng    |
| 2000   | Thailand Open       | Herrendoppel | 5     | Chew Choon Eng / Chan Chong Ming |
| 2000   | Chinese Taipei Open | Mixed        | 5     | Chew Choon Eng / Chor Hooi Yee   |
| 2001   | Südostasienspiele   | Herrendoppel | 3     | Chan Chong Ming / Chew Choon Eng |
| 2001   | Südostasienspiele   | Mixed        | 3     | Chew Choon Eng / Wong Pei Tty    |
| 2001   | China Open          | Herrendoppel | 5     | Chew Choon Eng / Chan Chong Ming |
| 2001   | Japan Open          | Herrendoppel | 3     | Chew Choon Eng / Chan Chong Ming |
| 2001   | Weltmeisterschaft   | Herrendoppel | 3     | Chew Choon Eng / Chan Chong Ming |
| 2002   | China Open          | Herrendoppel | 2     | Chew Choon Eng / Chan Chong Ming |
| 2002   | Asienspiele         | Herrendoppel | 3     | Chan Chong Ming / Chew Choon Eng |
| 2003   | Südostasienspiele   | Herrendoppel | 2     | Chew Choon Eng / Chang Kim Wai   |
| 2003   | Südostasienspiele   | Mixed        | 3     | Chew Choon Eng / Chin Eei Hui    |
| 2004   | Asienmeisterschaft  | Herrendoppel | 3     | Chan Chong Ming / Chew Choon Eng |
| 2005   | Thailand Open       | Herrendoppel | 3     | Chew Choon Eng / Choong Tan Fook |